# 三段崎紀存
三段崎 紀存（みたざき ただあり）は、戦国時代から安土桃山時代にかけての武将。朝倉氏の家臣。通称は勘解由左衛門。

## 略歴
三段崎氏は朝倉氏の同名衆で、第3代当主・朝倉氏景の弟、三段崎弼景を祖とする。
『 朝倉始末記』では永正3年（1506年）の加賀一向一揆迎撃の朝倉勢の中に「三段崎衆」として見えるが、その後、三段崎氏は朝倉景紀に従って敦賀に移ったという。また、天文16年（1547年）ごろから永禄11年（1568年）ごろまで敦賀奉行を務めた。
元亀元年（1570年）4月、織田信長が敦賀に侵攻した際、これを迎撃した朝倉方は多くの武将を失ったが、この中には三段崎弥七・同四郎左衛門などの紀存の一族の名が見える。
この時、郡司の朝倉景恒は城を捨てて落去したが、紀存だけは最後まで城に踏みとどまり、織田方に捕らえられた。しかし、浅井氏の離反によって織田勢は越前から退去せざるを得なくなり、捕虜となった紀存は若狭まで同道させられたが、「武士は相互也」として釈放されたという（『朝倉始末記』）。